# Kriegsverbrecherprozesse in Shanghai
Die Kriegsverbrecherprozesse in Shanghai waren Verhandlungen gegen Japaner, die im Pazifikkrieg Verbrechen gegen die Gebräuche des Krieges begangen hatten. Ein Verfahren richtete sich gegen in China ansässige Deutsche. Bei diesen Gerichten handelte es sich um US-Kriegsgerichte (military tribunals).

## Organisation
Das nationalchinesische Regime, das im Laufe des Krieges immer mehr von amerikanischer Waffenhilfe abhängig war, zeigte seine Klientenstellung dadurch, dass es den Amerikanern gestattete, auf seinem Territorium Prozesse abzuhalten. Der amerikanische Kriegsminister Henry L. Stimson hatte bereits im Dezember 1944 die Schaffung einer staatsanwaltlichen Abteilung (Judge Advocate Section, China Forces), unter dem Kommando von Colonel Edward H. Young, beim Hauptquartier in Shanghai angeordnet. Bereits 1944 hatte amerikanisches Personal mitgeholfen, eine chinesische Abteilung zur Verfolgung von Kriegsverbrechern aufzubauen, die dann ihre Arbeit in der sub-commission Pacific Affairs der UNWCC aufnahm und die später in der Far Eastern Commission (FEC) mit aufging.
Ermittlungen und Verhaftungen durch und für die amerikanischen Truppen schränkten die chinesische Souveränität ein, wurden jedoch auch deshalb toleriert, wie der nationalchinesische Außenminister Wang Shih-chieh sagte, weil die Strafverfolgung durch Alliierte als effektiver galt. Die amerikanischen Strafverfolger arbeiteten eng mit anderen Alliierten zusammen, besonders über die in Singapur (Dez. 1945) und Tokio (Feb. 1946) geschaffenen War Crimes Sections. Zugeteilt waren in Shanghai und Tientsin auch britische Offiziere, die für das South East Asian Command bei Verbrechen gegen britische Untertanen ermittelten.
Die Verfahrensrichtlinien vom Januar 1946 lehnten sich eng an die vom Supreme Commander for the Allied Powers (SCAP) für Verfahren in Yokohama erlassenen an. Jedoch konnte das Führen eines Angriffskriegs nicht verfolgt werden, außerdem durften nicht wie andernorts Offiziere aus Drittstaaten als Richter sitzen. Bei den Richtern der Tribunale handelte es sich um Offiziere, die qualifiziert sein mussten, einem US-Kriegsgericht anzugehören. Obwohl ein Mitglied speziell als „law member“ zu ernennen war, hatte in der Regel keiner der Richter eine juristische Ausbildung. Bedeutend war das Amt des „law member“ deshalb, weil dieser in juristischen Zweifelsfragen das letzte und unanfechtbare Wort hatte. Die Tribunale hatten normalerweise sieben, mindestens jedoch drei Mitglieder. Die Urteile solcher Tribunale mussten nicht begründet werden, es ist daher aus den Akten oft nicht ersichtlich, weshalb ein bestimmtes Urteil in der jeweiligen Form gesprochen wurde. Die normalerweise strengen Beweiswürdigungsgrundsätze des angelsächsischen Rechtssystems wurden nicht angewandt.

## Prozesse
Im Januar 1946 fanden sich etwa 100 japanische Verdächtige in Haft in Shanghai. Die in der Regel öffentlichen Verhandlungen fanden im umgebauten obersten Stockwerk des Shanghaier Gefängnisses in der Ward Road statt.
Fast alle Verfahren befassten sich mit dem Schicksal von in China in japanische Gefangenschaft geratenen Angehörigen der US-Luftwaffe. Japan hatte 1942 ein Gesetz erlassen, das Bombenangriffe als terroristische Angriffe auf unschuldige Zivilisten definierte und für gefangenes beteiligtes fliegendes Personal die Todesstrafe vorsah, obwohl diesen nach den Regeln des Kriegsvölkerrechts der Status eines Kriegsgefangenen hätte zukommen sollen. Anwälte wurden nicht zugestanden.

### Hankow Airmen Trial
Die erste Verhandlung begann am 16. Januar 1946 gegen 18 Angehörige der japanischen Gendarmerie, denen die Misshandlung und Tötung dreier Flieger in Hankow vorgeworfen wurde. Bis auf einen Sergeanten wurden alle Angeklagten für schuldig befunden, wobei es am 1. März fünf Todesurteile gab.

### Doolittle Airmen Trial
Von größter politischer Bedeutung war das am 27. Februar 1946 begonnene Doolittle Airmen Trial, von dem erwartet wurde, das es einen Präzedenzfall für das anstehende Verfahren gegen die Hauptkriegsverbrecher vor dem Internationalen Militärgerichtshof für den Fernen Osten setzen sollte, weshalb auch dessen Chefankläger Joseph B. Keenan zur Beobachtung anreiste.
Die Anklage gegen den Generalmajor Sawada Shigeru lautete, dass er es als Kommandeur der 13. Armee zugelassen habe, dass acht abgeschossenen Fliegern der Kriegsgefangenenstatus verweigert wurde. Diese hatten im April 1942 als erste Japan bombardiert. Zwei weitere Angeklagte hatten als Richter drei dieser Flieger zum Tode verurteilt, ein weiterer deren Hinrichtungen kommandiert.
Sawada verteidigte sich damit, er habe auf direkte Anordnung des Premierministers Tōjō Hideki gehandelt. Die Flieger hätten einen fairen Prozess gehabt. Ihnen wären zwar Verteidiger versagt gewesen, doch habe dies japanischem Recht entsprochen. Tōjō und Gen. Hata Shunroku bestätigten schriftlich, dass Sawada rechtmäßig gehandelt habe. Trotzdem wurden alle Angeklagten am 16. April für schuldig befunden. Allen wurden jedoch mildernde Umstände zuerkannt. Die verhängten überraschend geringen Haftstrafen (bei Zwangsarbeit) reichten von fünf (für Sawada) bis neun Jahren.
Erst seit 2002 zugängliche Akten des Investigative Records Repository (IRR) zeigen, dass die Anordnung der Hinrichtung der Doolittle Airmen wohl durch Prinz Higashikuni Naruhiko erfolgte. Er war Onkel des Tennō und zu dieser Zeit Kommandant der Heimwehr, später dann der erste Premier nach der Kapitulation. Vom Chef des Geheimdienstes G-2 beim SCAP, Gen.-Maj. Charles Willoughby, persönlich vor einer Anklage geschützt wurde Shimoura Sadamu, der das Todesurteil ausgefertigt hatte, da er anderweitig kooperierte.

### Verfahren gegen Deutsche

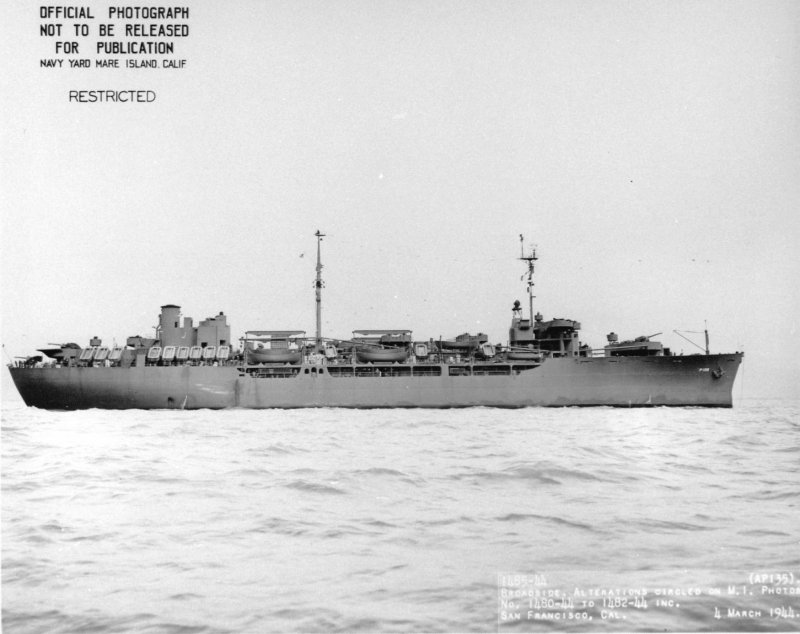
Zahlreiche aus Japan und China vertriebene Deutsche wurden auf der “General W. M. Black” 1947 repatriiert, darunter auch die 21 in Schanghai verurteilten.

Zwischen 18. Oktober und 13. Dezember 1945 wurden rund 360 deutsche Männer in einem Lager interniert, um ihre Parteizugehörigkeit zu klären. In einem vom August 1946 bis Januar 1947 andauernden Verfahren klagte man 27 Deutsche unter dem Vorwurf an, in der Zeit vom 9. Mai bis 3. September 1945 (der respektiven Kapitulationen des Deutschen Reichs bzw. Japans), besonders durch das Sammeln und Weitergeben von Nachrichten, gesetzeswidrig gegen die USA tätig gewesen zu sein. In sechs Fällen wurden die Anklagen niedergeschlagen bzw. es kam zu Freisprüchen. Die 21 Verurteilten wurden als Gefangene auf dem Dampfer USAT General W. M. Black, der bereits aus Japan deportierte Deutsche transportierte, repatriiert und in das heute noch genutzte Gefängnis Landsberg (damals U.S. War Criminal Prison No. 1) gebracht. Das Verfahren und dessen willkürliche Führung wurden von den ansässigen Beobachtern kritisch beurteilt, die chinesischen Pflichtverteidiger legten aus Protest geschlossen ihr Mandat nieder.
Verurteilt wurde wegen Verletzung der Kriegsgesetze Lothar Eisenträger (alias Ludwig Erhardt) zu lebenslanger Haft, weiterhin gab es zweimal dreißig, viermal zwanzig, je einmal fünfzehn bzw. acht sowie je sechsmal fünf bzw. zehn Jahre Haft. Berufung wurde nicht zugelassen. Unter den Freigesprochenen war der Journalist Wolf Schenke.
Ein Wiederaufnahmeverfahren vor dem US Supreme Court führte dazu, dass alle noch Inhaftierten 1950 freigelassen wurden, da keine eigentlichen Kriegsverbrechen vorgelegen hatten.

### Revision
Sämtliche Urteile waren zur Überprüfung dem Theater Commander vorzulegen, der sie bestätigen oder mildern konnte.

### Verurteilungen
In insgesamt elf Verfahren gegen Japaner mit zusammen 75 Angeklagten gab es 67 Schuldsprüche, die zu 10 (14,9 %) Todesurteilen führten.